# Västra Kortingvattnet, Ångermanland
Västra Kortingvattnet är en sjö i Sollefteå kommun i Ångermanland och ingår i Ångermanälvens huvudavrinningsområde. Sjön har en area på 2,14 kvadratkilometer och ligger 258 meter över havet. Sjön avvattnas av vattendraget Kortingån.

## Delavrinningsområde
Västra Kortingvattnet ingår i det delavrinningsområde (707938-155479) som SMHI kallar för Utloppet av Västra Kortingvattnet. Medelhöjden är 292 meter över havet och ytan är 9,57 kvadratkilometer. Räknas de 3 avrinningsområdena uppströms in blir den ackumulerade arean 41,04 kvadratkilometer. Kortingån som avvattnar avrinningsområdet har biflödesordning 2, vilket innebär att vattnet flödar genom totalt 2 vattendrag innan det når havet efter 141 kilometer. Avrinningsområdet består mestadels av skog (72 procent). Avrinningsområdet har 2,14 kvadratkilometer vattenytor vilket ger det en sjöprocent på 22,4 procent.